# Terremoto de Veracruz de 2011
El sismo de Veracruz de 2011 fue un movimiento telúrico ocurrido el 7 de abril de 2011 con una magnitud grande de 6,7 grados Richter, siendo el terremoto más fuerte de 2011 en México. Se pudo sentir en la zona centro de México principalmente. En febrero del mismo año se registró un sismo de 6 grados en Sayula de Alemán, el cual tampoco dejó vidas que lamentar y solo daños menores como la caída del brazo izquierdo de la estatua de Gustavo Díaz Ordáz en Puebla.

## Historia
Veracruz fue afectado por un gran temblor de 6,7 grados (6.6 según USGS) a las 8:11:22 a. m. con epicentro en Las Choapas. La duración del sismo fue mayor a 1 minuto, sintiéndose desde el Centro de México hasta Guatemala.
Hay dudas de que hayan sido en total 2 los sismos que se sintieron en ese momento, uno en Veracruz y el otro en Oaxaca, con magnitud de 6.5 grados, hoy en día sigue esa confusión en los 2 estados.
El sismo se pudo sentir en estados principalmente en Veracruz, Oaxaca, Chiapas, Puebla, Tlaxcala, Tabasco, Campeche, México D.F., en zonas del Estado de Guerrero, Yucatán, Quintana Roo hasta en Ciudad de Guatemala, ningún estado dejó muertes que lamentar, a excepción de Chiapas, donde se reportó la muerte indirecta de 1 persona, en los demás estados hasta en la zona fronteriza de Guatemala el saldo fue blanco y solo se registraron daños leves.

### Zonas afectadas

Cinturón de Fuego del Pacífico.

En Veracruz, el estado donde se registró el sismo, sufrió daños desde leves hasta moderados. En 8 escuelas del estado se registraron daños moderados. En Hidalgotitlán, se registraron 5 heridos al cuartearse las paredes de algunas escuelas. Otro de los municipios más afectados fue el municipio de Ixtaczoquitlán, donde 5 escuelas resultaron dañadas, una de ellas sufrió los daños más graves, al caerse una barda hacia atrás.
En el Estado de Chiapas se registraron daños en edificios, hospitales y hogares, un incendio en un laboratorio de una escuela secundaria, en 6 centrales escolares, donde en casi cada una de ellas hubo 5 menores lesionados a causa de la caída de repello en esas centrales, y dejó también saldo de 1 muerto indirecto, una señora de edad sufrió un infarto a causa del susto por el sismo.
En el Estado de Puebla, en la Ciudad de Puebla dañó levemente decenas de edificios, se registró daños leves en un Hospital de la capital en los primeros segundos del sismo, también se registraron daños leves en viviendas y el desgajamiento del Cerro Cosamaloapan en la zona de Ciudad Serdán.